# Restriktionsfaktor
Restriktionsfaktoren (auch Resistenzfaktoren) sind Proteine innerhalb einer Zelle, die eine Infektion behindern. Sie vermitteln einer Zelle ein gewisses Maß an Resistenz gegenüber einem Pathogen.

## Eigenschaften
Restriktionsfaktoren greifen hemmend in Teile des Replikationszyklus eines Pathogens ein. Dadurch wird die Vermehrung eines Pathogens teilweise gehemmt. Manche Restriktionsfaktoren aktivieren darüber hinaus die angeborene Immunantwort. Allerdings haben manche Restriktionsfaktoren nicht nur eine Wirkung auf Pathogene, sondern teilweise auch nachteilige Wirkungen auf die Wirtszelle. Einige Restriktionsfaktoren haben antibakterielle Wirkungen (z. B. antimikrobielle Peptide), andere antivirale Wirkungen (z. B. antivirale Proteine).
Restriktionsfaktoren wurden für eine Vielzahl an Pathogenen beschrieben, darunter HIV, Foamyviren, Arboviren, Hepatitis-C-Virus, SARS-CoV-2, Influenza-A-Virus, Humane Papillomviren, Plasmodien, Denguevirus, Zikavirus, Bunyaviren, Humanes Cytomegalievirus, Enteroviren, Paramyxoviren und Pneumoviren.

## Beispiele
Beispiele für Restriktionsfaktoren umfassen APOBEC3G, SAMHD1, Tetherin, TRIM5α, RIG-I, MDA5, verschiedene Interferon-stimulierte Gene, Interferon-induced Transmembrane Proteins, Lymphocyte Antigen 6 Complex Locus E und antimikrobielle Peptide. Manche Restriktionsfaktoren treten evolutionsgeschichtlich bereits bei Wirbellosen auf, andere sogar bereits bei Hefen. Bei Bakterien dienen Restriktionsenzyme und CRISPR einem Abbau zellfremder Nukleinsäuren.